# Суджян, Гор Мкртчович
Гор Мкртчович Суджян (арм. Գոռ Մկրտչի Սուջյան; род. 25 июля 1987 года в Ереване, Армения) — армянский рок-исполнитель, вокалист группы Dorians. В составе группы представлял Армению на конкурсе песни «Евровидение 2013» с песней «Lonely Planet». Сын известного джазового гитариста Михаила Суджяна.

## Биография
Родился в 1987 году в Армении. С 2008 года стал вокалистом армянской рок-группы «Dorians», в дальнейшем ставшей популярной у себя на родине. В 2010 году стал обладателем Армянской национальной музыкальной премии как «Лучший певец».
В 2013 году был выбран, чтобы представить свою страну на конкурсе песни Евровидение 2013, который состоялся в Мальмё.